# The Christmas Album (álbum de Neil Diamond)
The Christmas Album es el primer álbum de estudio de temática navideña del cantautor estadounidense Neil Diamond, publicado el 22 de septiembre de 1992 por Columbia Records. Alcanzó la posición No. 8 en la lista Billboard 200 en los Estados Unidos y la No. 50 en la lista UK Albums Chart en el Reino Unido.

## Lista de canciones
| N.º | Título                                                      | Duración |  |
| 1.  | «O come, O come, Emmanuel" / "We Three Kings of Orient Are» | 2:57     |  |
| 2.  | «Silent Night»                                              | 4:03     |  |
| 3.  | «The Little Drummer Boy»                                    | 3:58     |  |
| 4.  | «Santa Claus Is Coming to Town»                             | 3:25     |  |
| 5.  | «The Christmas Song»                                        | 3:33     |  |
| 6.  | «Morning Has Broken»                                        | 3:02     |  |
| 7.  | «Happy Xmas (War Is Over)»                                  | 4:19     |  |
| 8.  | «White Christmas»                                           | 3:55     |  |
| 9.  | «God Rest Ye Merry Gentlemen»                               | 1:20     |  |
| 10. | «Jingle Bell Rock»                                          | 1:51     |  |
| 11. | «Hark! The Herald Angels Sing»                              | 2:50     |  |
| 12. | «Silver Bells»                                              | 3:06     |  |
| 13. | «You Make It Feel Like Christmas»                           | 3:39     |  |
| 14. | «O Holy Night»                                              | 3:28     |  |